# Rosé (zpěvačka)
Roseanne Park (korejsky 박채영, Pak Čche-jong, anglický přepis Park Chae-young; * 11. února 1997 Auckland, Nový Zéland), známá jako Rosé, je jihokorejsko-novozélandská zpěvačka a autorka písní. Od roku 2016 je členkou skupiny Blackpink, kde působí jako vokalistka. Rosé v březnu 2021 debutovala sólově s albem R.
Rosé během své kariéry získala několik ocenění, včetně šesti Guinnessových světových rekordů, dvou cen MAMA a ceny Asia Artist Award za píseň roku. Je druhou nejsledovanějším korejskou umělkyní na Instagramu a objevila se na seznamu 100 nejvlivnějších lidí světa časopisu Time z roku 2025 a také na seznamu žijících ikon Austrálie a Nového Zélandu časopisu Rolling Stone z roku 2023.

## Život a kariéra

### 1997–2015: Dětství a začátek kariéry
Roseanne Park se narodila v Aucklandu, na Novém Zélandu 11. února 1997, ovšem již od útlého dětství (uvádí se rok 2004) vyrůstala v Melbourne, v Austrálii. Má jednu starší sestru.
Rosé zpočátku chodila na základní školu Kew East, kterou v roce 2009 úspěšně dokončila a se studiem pokračovala na Canterbury Girls' Secondary College. Hudba byla vždy její vášní. Naučila se zpívat, hrát na kytaru a piáno, byla aktivní členkou kostelního sboru. V roce 2012 se zúčastnila konkurzu do YG Entartainment. Umístila se na 1. místě z celkového počtu 700 uchazečů.
V Austrálii jsem si nemyslela, že bych měla velkou šanci stát se zpěvačkou, zvláště stát se K-popovou hvězdou... Žila jsem tak daleko od té země, že mě to nikdy ani nenapadlo jako možnost.
Rosé (přeloženo z anglického originálu)
Během dvou měsíců odešla ze školy, podepsala smlouvu a v květnu se přestěhovala do Soulu. Ve stejném roce se jí dostalo příležitosti spolupracovat s G-Dragonem na skladbě Without You (결국), jež se na Gaon Music Chart dostala na 10. místo a v rámci Billboard Korea K-pop Hot 100 na 15. místo.

### 2016–2022: Debut s Blackpink aR
V roce 2016 Rosé debutovala v Blackpink. Rosé trénovala u YG Entertainment čtyři roky, než byla odhalena jako poslední členka dívčí skupiny Blackpink 22. června 2016.
Dne 1. června 2020 bylo oznámeno, že Rosé bude debutovat sólově po vydání prvního korejského studiového alba Blackpink. Dne 26. ledna 2021 byla vydána upoutávka, která odhalila, že její sólový singl bude odhalen prostřednictvím koncertu Blackpink Livestream Concert: The Show dne 31. ledna 2021. Krátce po představení získalo sólo s názvem Gone pozitivní zpětnou vazbu od korejského zpravodajského webu My Daily.
Debutové album od Rosé s názvem R vyšlo 12. března 2021. Po vydání, s 41,6 miliony zhlédnutí za 24 hodin singl On the Ground, v současné době drží titul jako nejsledovanější hudební video jihokorejské sólistky za 24 hodin poté, co překonala téměř osmiletý rekord PSY, dříve také patřícího pod YG Entertainment, s písní Gentleman. On the Ground se dostalo na 70. místo na Billboard Hot 100 a stal se tak nejlépe hodnocenou písní korejské ženské sólistky v USA.
V září 2021 pozval Anthony Vaccarello, kreativní ředitel Yves Saint Laurent, Rosé jako doprovod na Met Gala, která se konalo v Metropolitan Museum of Art Costume Institute v New Yorku. Díky tomu se Rosé stala, společně s CL, první korejskou zpěvačkou na Met Gala.

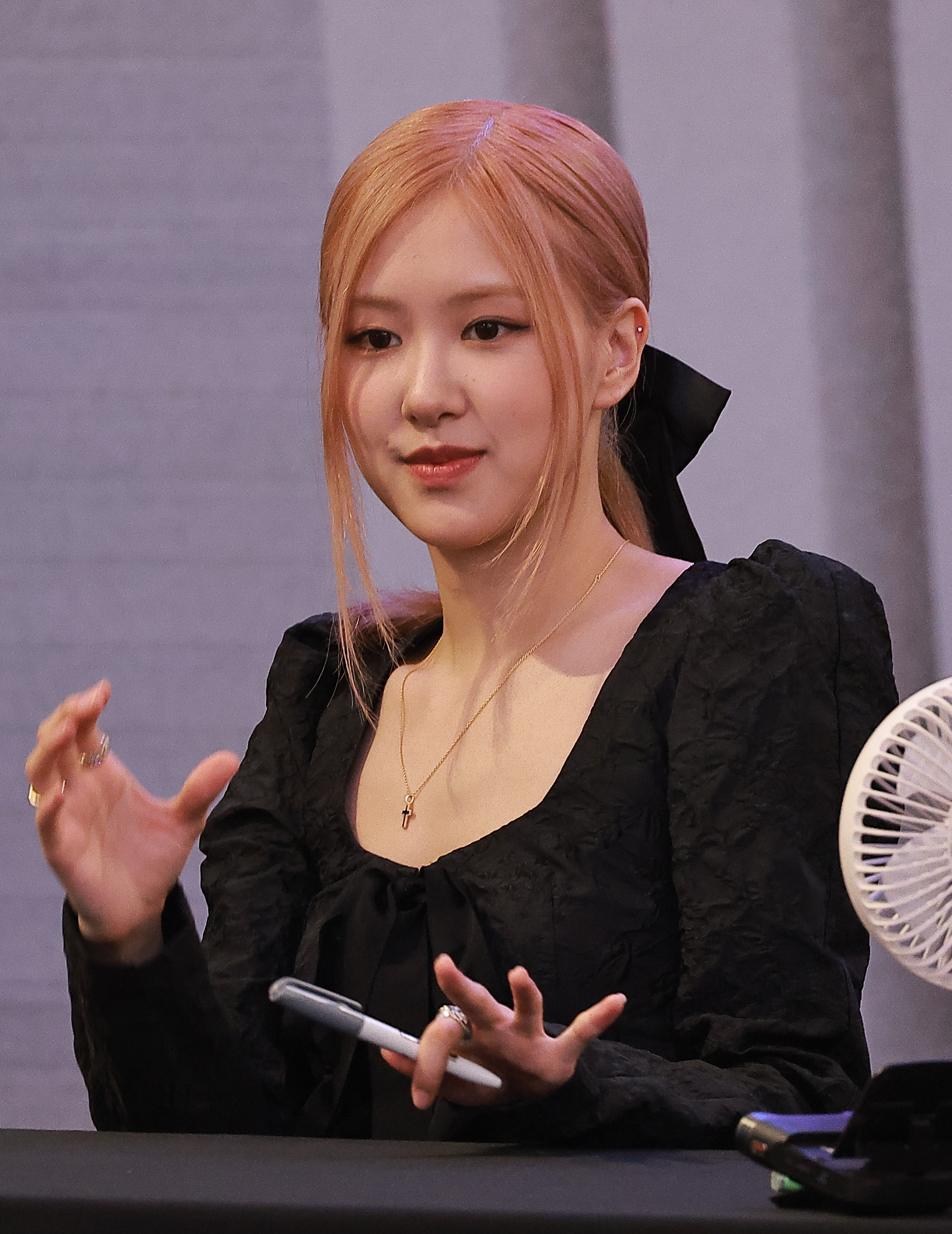
Rosé na akci pro fanoušky v září 2022

Rosé nazpívala sólovou píseň Hard to Love pro druhé studiové album Blackpink, Born Pink, které vyšlo 16. září 2022. Rosé navíc spolupracovala jako textařka na písni Yeah Yeah Yeah z alba Born Pink.

### 2023–současnost: Sólové aktivity aRosie
Dne 5. prosince 2023 společnost YG Entertainment oznámila, že Rosé spolu s ostatními členkami Blackpink obnovili své smlouvy na skupinové aktivity a že individuální smlouvy členů jsou stále předmětem diskusí. Společnost YG Entertainment následně 29. prosince 2023 potvrdila, že Rosé a ostatní členové Blackpink souhlasili s tím, že neobnoví své smlouvu na individuální aktivity. 4. dubna vydala píseň Final Love Song jako ústřední melodii pro reality show I-Land 2: N/a.
Společnost The Black Label, partnerská společnost YG Entertainment, kterou založil hlavní producent skupiny Blackpink, 17. června oznámila, že s Rosé jedná o exkluzivní smlouvě. Následující den bylo potvrzeno, že Rosé smlouvu podepsala. 26. září, vyšlo najevo, že podepsala sólovou smlouvu s americkým vydavatelstvím Atlantic Records. Rosé nahrála cover verzi písně Viva la Vida od Coldplay z roku 2008 pro trailer a finále druhé série seriálu Pachinko na Apple TV+ v roce 2024.
18. října 2024 nazpívala spolu s Brunem Marsem hlavní singl Apt. z jejího debutového studiového alba Rosie, který měl výrazný komerční úspěch. Píseň se Umístila na prvním místě na žebříčku Billboard Global 200. V listopadu 2024 Rosé získala více než 50 milionů posluchačů měsíčně na Spotify, čímž zlomila rekord v nejvyšším počtu posluchačů u K-popového umělce. 22. listopadu Rosé vydala druhý singl z alba nazvaný Number One Girl. Dne 25. listopadu bylo oznámeno, že podepsala smlouvu s vydavatelstvím Warner Chappell Music.
Debutové studiové album Rosie vyšlo 6. prosince 2024 spolu s třetím singlem Toxic Till the End. Album debutovalo na třetím místě na žebříčku Billboard 200, čímž se Rosé stala nejvýše umístěnou K-popovou umělkyní na tomto žebříčku. Album také debutovalo na čtvrtém místě v britské hitparádě UK Albums Chart. V Austrálii debutovalo album Rosie na druhém místě v žebříčku ARIA Albums Chart čímž se stalo nejvýše umístěným albem od korejské sólistky v tomto žebříčku.
1. května bylo oznámeno, že Rosé bude spolupracovat na albu k soundtracku filmu F1. Její píseň Messy byla vydána jako druhý singl z alba 8. května. 27. června se Rosé objevila na singlu od zpěváka Alexe Warrena On My Mind jako třetí singl z jeho debutového alba You'll Be Alright, Kid.

## Diskografie

### Studiová alba
| Název | Datum vydání     | Vydavatel                         | Prodeje                    | Certifikace        | Reference |
| ----- | ---------------- | --------------------------------- | -------------------------- | ------------------ | --------- |
| Rosie | 6. prosince 2024 | The Black Label, Atlantic Records | • 577 974 (v Jižní Koreji) | KMCA: 2× platinová | [ 37 ]    |

### Mini alba
| Název | Datum vydání    | Vydavatel                            | Singly                 | Prodeje                    | Certifikace        | Reference |
| ----- | --------------- | ------------------------------------ | ---------------------- | -------------------------- | ------------------ | --------- |
| R     | 12. března 2021 | YG Entertainment, Interscope Records | - On The Ground - Gone | • 991 044 (v Jižní Koreji) | KMCA: 3× platinová | [ 41 ]    |

## Videografie
| Název                  | Délka | Producent                 | Reference |
| ---------------------- | ----- | ------------------------- | --------- |
| On The Ground          | 3:09  | Han Sa-min                | [ 38 ]    |
| Gone                   | 3:41  | Kwon Yong-soo             | [ 39 ]    |
| Apt. (s Brunem Marsem) | 2:53  | Daniel Ramos a Bruno Mars | [ 42 ]    |
| Number One Girl        | 3:38  | Rosé                      | [ 43 ]    |
| Toxic Till the End     | 3:54  | Ramez Silyan              | [ 44 ]    |

## Filmografie
| Rok  | Název               | Síť  | Role                        | Epizody         | Reference |  |
| 2017 | King of Mask Singer | MBC  | Soutěžící (Cirkus girl)     | Epizody 103–104 | [ 45 ]    |  |
| 2017 | Fantastic Duo 2     | SBS  | Soutěžící (Australia 400:1) | Epizody 19–20   | [ 46 ]    |  |
| 2021 | Sea of Hope         | JTBC | Členka obsazení             | Epizody 1, 3–6  | [ 47 ]    |  |

## Spolupráce s jinými značkami

### Kiss Me (2018)
V roce 2018 byly Rosé a Jisoo (další členka Blackpink) vybrány jako modelky pro jihokorejskou kosmetickou značku Kiss Me.

### Yves Saint Laurent (2020)
V roce 2020 byla Rosé jmenovaná globální ambassadorkou pro značku Yves Saint Laurent. Byla první globální ambassadorkou pro Yves Saint Laurent za padesát devět let. Byla globální tváří kampaně Saint Laurent Fall 2020. V roce 2021 se Rosé stala múzou pro značku kosmetiky Yves Saint Laurent Beauté.

### Tiffany & Co. (2021)
Dne 21. dubna 2021 byla Rosé prohlášena za nejnovějšího globálního ambassadora společnosti Tiffany & Co a to prostřednictvím digitální kampaně Tiffany HardWear v roce 2021.